# Iveta Vacenovská
Iveta Vacenovská (* 22. března 1986 Hodonín) je česká stolní tenistka, olympionička, juniorská mistryně Evropy a několikanásobná seniorská mistryně České republiky. V sezóně 2012 nastupovala za rakouský tým Linz AG Froschberg, se kterým v roce 2009 vyhrála Ligu mistrů.
Na světovém žebříčku IITF pro dvouhru byla nejvýše klasifikována v březnu 2010 na 46. místě.

## Sportovní kariéra
Se stolním tenisem začala v šesti letech poté, co ji k tomuto sportu přivedl strýc – trenér. V roce 1999 se stala vicemistryní Evropy kadetek. Následující rok si připsala dva tituly evropské šampiónky ve čtyřhře kadetek a smíšeném deblu. V sezóně 2003 se stala juniorskou mistryní Evropy ve dvouhře. Roku 2006 pak získala prvenství na závěrečném turnaji IITF Pro Tour Grand Finals hráček do 21 let.
Na seniorském mistrovství České republiky ve dvouhře žen triumfovala do roku 2012, kdy titul obhájila, celkově čtyřikrát. Byla také členkou českého bronzového týmu na Mistrovství Evropy 2009.
Na svých premiérových Letních olympijských hrách 2012 v Londýně, kam se kvalifikovala jako poslední 28. hráčka redukovaného žebříčku IITF přímo, zdolala thajskou účastnici Nanthanu Komwongovou 4:1 na sety. Ve třetím kole pak podlehla německé nasazené devítce čínského původu Wu Ťia-tuo poměrem 2:4 na sety.
Zúčastnila se také olympiády 2016. V prvním kole vyřadila Lady Ruanovou z Kolumbie 4:0, ve druhém podlehla Taťáně Bilenkové z Ukrajiny 0:4 a vypadla.

## Soukromý život
Vystudovala Základní školu generála Heliodora Píky v Ostravě. V roce 2011 absolvovala bakalářský studijní obor tělesná výchova a sport na Fakultě tělesné výchovy a sportu Univerzity Karlovy v Praze. Bakalářská práce nesla název „Kompenzační cvičení a jejich využití u hráče stolního tenisu“.